# Нефтяная дорога
Нефтяна́я дорога — проезд во Фрунзенском районе Санкт-Петербурга. Проходит от Набережной Обводного канала до улицы Самойловой вдоль Московского направления Октябрьской железной дороги.

## История
С 1889 года проезд носил название Безымянная дорога. Параллельно с начала XX века существовали варианты Нобельская дорога и Нобелевская дорога, данные по фамилии землевладельца — шведского предпринимателя, изобретателя динамита А. Нобеля, владевшего находящимися поблизости складами керосина.
Современное название Нефтяная дорога присвоено 10 сентября 1935 года, дано в связи с тем, что поблизости находились нефтяные склады.

## Расположение и объекты
- ЗАО НПО завод «Специальных материалов»
- Памятник Танк Т-80 БВ
- ПТК «Транс строй»
- Платформа Навалочная

Северная часть проезда примыкает к набережной Обводного канала: в непосредственной близости от примыкания между проездом и Днепропетровской улицей находится устье реки Волковки, через которое перекинут Ново-Кирпичный мост.
Южная часть проезда переходит в Навалочный путепровод, перекинутый через пути Московского направления ОЖД (на этом участке совместное с вологодским) и выходящий на востоке к Глухоозёрскому шоссе и улице Седова. Построен в 1909 году и изначально назывался Путепроводом литер В, также имеет народное название Горбатый мост. У начала путепровода к Нефтяной дороге также примыкает улица Самойловой, до 1923 года называвшаяся Нобелевской улицей.